# Arlanzón (rzeka)
Arlanzón – rzeka w Hiszpanii, w regionie Kastylia i León. Swój bieg zaczyna z kierunku gór Sierra de la Demanda oraz przepływa przez dwie prowincje w regionie oraz przez miasto Burgos. Rzeka płynie najpierw w kierunku na zachód od miasta Burgos, a uchodzi do rzeki Pisuerga niedaleko Palencii. Do rzeki Arlazón bezpośrednio uchodzi rzeka Arlanza.

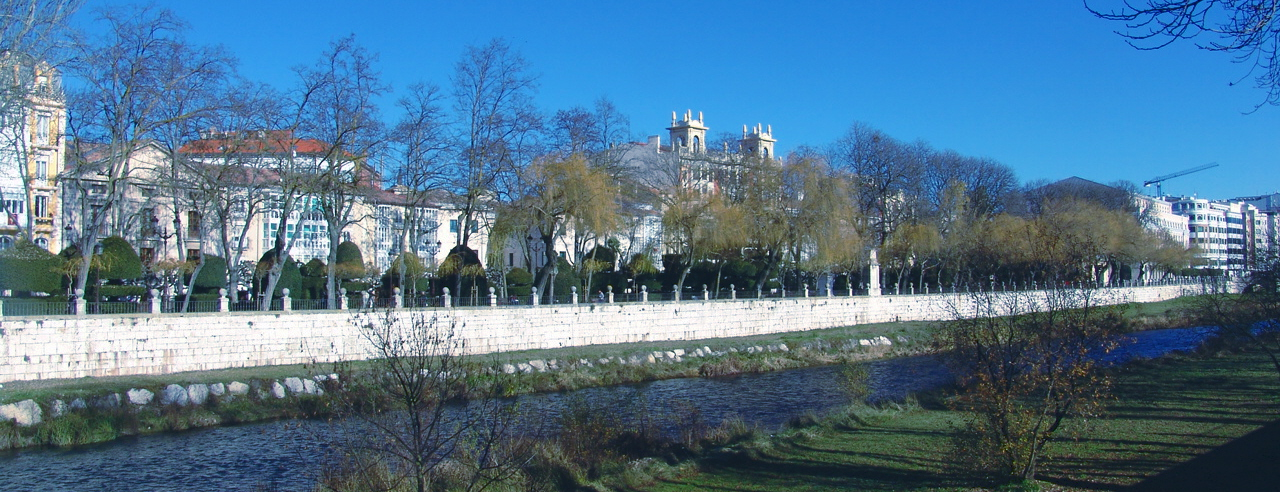
Rzeka Arlazón przepływająca przez Burgos